# Ruth Tassoni
Ruth Tassoni (geboren als Ruth Domino 3. Dezember 1908 in Berlin; gestorben 14. November 1994 in Bergamo) war eine deutsche Schriftstellerin.

## Leben
Ruth Domino war die Tochter eines preußischen Beamten und einer jüdischen Mutter. Während des Studiums der Germanistik und Geschichte in Wien arbeitete sie zugleich im jüdischen Waisenhaus für blinde Kinder, das Viktor Löwenfeld leitete. 1933 erhielt sie durch die Heirat mit dem Arzt Fritz Jensen auch die österreichische Staatsbürgerschaft. 1937 trennte sie sich von Jensen. Sie arbeitete dann als Krankenschwester bei den Internationalen Brigaden im Spanischen Bürgerkrieg. 1938 floh sie nach Paris, wo sie Erzählungen schrieb, die in verschiedenen Ländern erschienen, teils unter dem Pseudonym Ruth Lenz.
In den 1940er Jahren arbeitete sie als Deutschlehrerin in den USA, 1950 heiratete sie den italienischen Professor Mario Tassoni und siedelte mit ihm nach Bergamo über. Dort arbeitete sie dann als Lektorin für den Verlag Mondadori.
Ihr Nachlass befindet sich in Bergamo.

## Notizen
1. ↑  Tagung vom 10. November 2012 in der Sala Tassiana, biblioteca Mai. 94 Seiten. Beiträge von Irmgard Lindemann, Gunnhild Schneider, Ester Schoefberger und des Hg.- Mit Fotos, darunter R. T. mit Jean Améry, Elias Canetti. Mit einigen Gedichten von R. T. Sonstige Gesprächspartner von R. T.: Günther Anders, Anna Seghers

| Personendaten    | Personendaten |
| ---------------- | --- |
| NAME             | Tassoni, Ruth |
| ALTERNATIVNAMEN  | Domino, Ruth (Geburtsname); Jensen, Ruth; Lenz, Ruth (Pseudonym); Jerusalem, Ruth (Pseudonym); Domino Tassoni, Ruth (Autorenname) |
| KURZBESCHREIBUNG | deutsche Schriftstellerin |
| GEBURTSDATUM     | 3. Dezember 1908 |
| GEBURTSORT       | Berlin |
| STERBEDATUM      | 14. November 1994 |
| STERBEORT        | Bergamo |